# Martin Čech (Eishockeyspieler, 1976)
Martin Čech (* 2. Juni 1976 in Havlíčkův Brod, Tschechoslowakei; † 6. September 2007 nahe Havlíčkův Brod, Tschechien) war ein tschechischer Eishockeyspieler. Während seiner Karriere spielte der Verteidiger in der tschechischen Extraliga, finnischen SM-liiga und russischen Superliga.

## Karriere
Čech begann seine Karriere im Nachwuchs des BK Havlíčkův Brod, bevor er 1993 sein Debüt in der Extraliga für den AC ZPS Zlín gab. Zwischen 1994 und 2001 gehörte er dem Kader des HC Plzeň an. Dann spielte er für zwei Spielzeiten in der finnischen SM-liiga bei JYP Jyväskylä und den Pelicans Lahti und in der russischen Superliga bei HK Metallurg Magnitogorsk, HK Sibir Nowosibirsk und Salawat Julajew Ufa, bevor er nach Tschechien zurückkehrte. In der Nationalmannschaft Tschechiens spielte Čech dreißig Mal. Čech spielte zuletzt beim Erstligaverein HC Pardubice in der Verteidigung. 
Čech war als unauffälliger Spieler bekannt, dessen Spielstil durch Fairness und Fleiß geprägt war. Der Eishockeyspieler verunglückte auf dem Rückweg vom Training auf regennasser Fahrbahn, als sein Auto beim Überholen ins Schleudern geriet und dann neben der Fahrbahn gegen ein Verkehrsschild und schließlich gegen einen Betonpfeiler prallte. Er erlag seinen Verletzungen während des Transports ins Krankenhaus. Čech hatte gemeinsam mit seiner Lebensgefährtin eine zum Zeitpunkt seines Todes zweijährige Tochter.
Martin Čech wurde 31 Jahre alt.